# Condado de Noble (Indiana)
El condado de Noble (en inglés: Noble County), fundado en 1836, es uno de 92 condados del estado estadounidense de Indiana. En el año 2000, el condado tenía una población de 46 275 habitantes y una densidad poblacional de 17 personas por km². La sede del condado es Albion. El condado recibe su nombre en honor a Noah Noble.

## Geografía
Según la Oficina del Censo, el condado tiene un área total de 1046 km², de la cual 1041 km² es tierra y 17 km² (1.56%) es agua.

### Condados adyacentes
- Condado de LaGrange (norte)
- Condado de Steuben (noreste)
- Condado de DeKalb (este)
- Condado de Allen (sureste)
- Condado de Whitley (sur)
- Condado de Kosciusko (suroeste)
- Condado de Elkhart (noroeste)

## Demografía
Según la Oficina del Censo en 2007, los ingresos medios por hogar en el condado eran de $42 700 y los ingresos medios por familia eran $49 037. Los hombres tenían unos ingresos medios de $35 124 frente a los $24 026 para las mujeres. La renta per cápita para el condado era de $17 896. Alrededor del 7.90% de la población estaban por debajo del umbral de pobreza.

## Transporte

### Autopistas principales
- U.S. Route 6
- U.S. Route 33
- Ruta Estatal de Indiana 3
- Ruta Estatal de Indiana 5
- Ruta Estatal de Indiana 8
- Ruta Estatal de Indiana 9
- Ruta Estatal de Indiana 109
- Ruta Estatal de Indiana 205

## Municipalidades

### Ciudades y pueblos
- Albion
- Avilla
- Cromwell
- Kendallville
- Kimmell
- LaOtto
- Ligonier
- Rome City
- Wilmot
- Wolf Lake
- Bear Lake

### Municipios
El condado de Noble está dividido en 11 municipios:
- Albion
- Allen
- Elkhart
- Green
- Jefferson
- Noble
- Orange
- Perry
- Sparta
- Swan
- Washington
- Wayne
- York